# 코요태의 음반 외 활동 목록
다음은 대한민국의 3인조 혼성그룹 코요태의 음반 외 활동 목록이다.
2000년부터 현재 멤버가 합류한 순서대로 기록.
코요태 2인과 완전체 출연만 기록합니다. 단독으로 출연한 목록은 멤버별 개별 문서에 기록합니다.

## 방송

### 진행(MC)
| 날짜                | 방송사           | 방송명                                    | 출연 멤버    | 비고   |
| 2019년              | 2019년           | 2019년                                    | 2019년       | 2019년 |
| ------------------- | ---------------- | ----------------------------------------- | ------------ | ------ |
| 7월 4일 ~ 7월 25일  | 히스토리, 유튜브 | 쫑가집: 쫑민도 따라가 본 빽가의 반주 맛집 | 김종민, 빽가 |        |
| 2020년              |                  |                                           |              |        |
| 7월 19일 ~ 현재     | 유튜브           | 코요태레비전                              | 코요태       |        |
| 2022년              |                  |                                           |              |        |
| 7월 20일 ~ 8월 10일 | 멜론, 카카오TV   | 아이돌 히트쏭 페스티발                    | 김종민, 신지 |        |

### 고정 출연
| 날짜                | 방송사 | 방송명          | 출연 멤버    | 비고     |
| 2017년              | 2017년 | 2017년          | 2017년       | 2017년   |
| ------------------- | ------ | --------------- | ------------ | -------- |
| 3월 22일 ~ 4월 19일 | Olive  | 원나잇 푸드트립 | 코요태       |          |
| 7월 12일 ~ 7월 26일 | SBS    | 남사친 여사친   | 김종민, 신지 |          |
| 2019년              |        |                 |              |          |
| 2월 28일 ~ 5월 2일  | TV조선 | 내일은 미스트롯 | 김종민, 신지 | 심사위원 |
| 2021년              |        |                 |              |          |
| 3월 12일 ~ 5월 17일 | 유튜브 | 기발한 프로덕션 | 코요태       |          |
| 2023년              |        |                 |              |          |
| 7월 21일 ~ 9월 22일 | MBN    | 쇼킹 나이트     | 코요태       | 심사위원 |

### 게스트
- 특별 출연, 파일럿, 특집 포함

| 날짜                  | 방송사            | 방송명                                    | 출연 멤버    | 비고                |
| 2000년                | 2000년            | 2000년                                    | 2000년       | 2000년              |
| --------------------- | ----------------- | ----------------------------------------- | ------------ | ------------------- |
| 10월 19일             | 엠넷              | 가요발전소                                | 코요태       | 김종민 합류         |
| 11월 8일              | SBS               | 뮤직엔터                                  | 코요태       |                     |
| 11월                  | 엠넷              | 우리들의 스타                             | 코요태       |                     |
| 11월 13일             | SBS               | 방송국사람들                              | 코요태       |                     |
| 12월                  | KBS1              | 가족오락관                                | 코요태       |                     |
| 12월                  | KBS2              | 서세원쇼                                  | 코요태       |                     |
| 12월 2일              | SBS               | 좋은 예감 즐거운 TV                       | 코요태       |                     |
| 12월 10일             | SBS               | 도전 1000곡                               | 코요태       | 8회                 |
| 12월 13일             | iTV               | 3일간의 사랑                              | 코요태       |                     |
| 12월 24일             | SBS               | 남희석의 색다른 밤                        | 코요태       | 32회                |
| 12월 30일             | MBC               | 코미디하우스                              | 코요태       | 7회                 |
| 2001년                |                   |                                           |              |                     |
| 1월 7일               | SBS               | 남희석의 색다른 밤                        | 코요태       | 33회                |
| 1월 14일              | KBS2              | TV는 사랑을 싣고                          | 코요태       |                     |
| 1월 16일              | MBC               | 신동진의 미니콘서트                       | 코요태       |                     |
| 1월 17일              | SBS               | 남희석의 색다른 밤                        | 코요태       |                     |
| 1월 27일              | SBS               | 이홍렬쇼                                  | 코요태       |                     |
| 2월 4일               | KBS2              | 99초 스탠바이 큐!                         | 코요태       |                     |
| 2월 14일              | MBC               | 신동진의 미니콘서트                       | 코요태       |                     |
| 2월 28일              | SBS               | 뮤직엔터                                  | 코요태       | [ 4 ]               |
| 3월 2일               | KBS1              | 성금모금 나눔을 함께! 사랑을 함께!        | 코요태       |                     |
| 3월 3일               | MBC               | 코미디하우스                              | 코요태       | 16회                |
| 3월 13일              | MBC               | 아주 특별한 아침                          | 코요태       |                     |
| 3월 13일              | MBC               | 신동진의 미니콘서트                       | 코요태       |                     |
| 3월 14일              | iTV               | 3일간의 사랑                              | 코요태       |                     |
| 4월                   | SBS               | 생방송 한밤의 TV연예                      | 코요태       |                     |
| 10월 15일             | 엠넷              | 가요발전소                                | 코요태       | [ 5 ]               |
| 12월 11일             | 엠넷              | 핫라인스쿨                                | 코요태       |                     |
| 12월 28일             | SBS               | 희망 2002 수호천사 사랑의 콘서트          | 코요태       |                     |
| 12월 30일             | SBS               | 초특급 일요일 만세                        | 코요태       | 42회                |
| 2002년                |                   |                                           |              |                     |
| 1월 21일              | 엠넷              | 가요발전소                                | 코요태       | [ 6 ]               |
| 2월 21일              | SBS               | 생방송 한밤의 TV연예                      | 김종민, 신지 |                     |
| 3월 23일              | SBS               | 게임쇼 즐거운 세상                        | 김종민, 신지 |                     |
| 4월 14일              | MBC               | 게릴라 콘서트                             | 김종민, 신지 | 56회                |
| 4월 21일              | SBS               | 도전 1000곡                               | 김종민, 신지 | 79회                |
| 6월 23일 ~ 6월 30일   | SBS               | 도전 1000곡                               | 김종민, 신지 | 88회 ~ 89회         |
| 7월 12일              | 엠넷              | 가요베스트27                              | 김종민, 신지 |                     |
| 7월 15일 ~ 7월 19일   | 엠넷              | 스타VJ쇼                                  | 김종민, 신지 |                     |
| 7월 16일              | 엠넷              | 가요발전소                                | 김종민, 신지 | [ 7 ]               |
| 7월 17일              | 엠넷              | 핫라인스쿨                                | 김종민, 신지 |                     |
| 7월 21일              | MBC               | 브레인 서바이버                           | 김종민, 신지 | 1회                 |
| 7월 22일              | 엠넷              | 비키의 막강생밤                           | 김종민, 신지 |                     |
| 7월 23일              | 엠넷              | what's up yo                              | 김종민, 신지 |                     |
| 7월 25일              | 엠넷              | what's up yo                              | 김종민, 신지 |                     |
| 9월 8일 ~ 9월 22일    | SBS               | 도전 1000곡                               | 김종민, 신지 | 99회 ~ 101회        |
| 2003년                |                   |                                           |              |                     |
| 2월 5일               | MBC]              | 섹션TV 연예통신                           | 김종민, 신지 | 179회               |
| 3월 24일              | 엠넷              | 가요발전소                                | 김종민, 신지 | [ 10 ]              |
| 3월 26일              | KMTV              | 생방송 뮤직큐                             | 코요태       | [ 12 ]              |
| 4월 29일              | KMTV              | 생방송 뮤직큐                             | 코요태       | [ 13 ]              |
| 4월 30일              | 엠넷              | 가요발전소                                | 코요태       | [ 14 ]              |
| 5월 4일               | SBS               | 뷰티풀 선데이                             | 김종민, 신지 | 43회                |
| 5월 12일 ~ 5월 13일   | KMTV              | 생방송 뮤직큐                             | 코요태       | [ 15 ]              |
| 5월 19일 ~ 5월 26일   | MBC               | 전파견문록                                | 김종민, 신지 | 176회 ~ 177회       |
| 5월 20일              | KMTV              | 생방송 뮤직큐                             | 코요태       | [ 16 ]              |
| 5월 23일              | 엠넷              | 출동 스타퀴즈                             | 코요태       |                     |
| 5월 23일              | MBC               | 어린이에게 새생명을                       | 코요태       |                     |
| 5월 26일 ~ 5월 30일   | 엠넷              | 스타VJ쇼                                  | 코요태       | 1편 ~ 5편           |
| 5월 27일              | 엠넷              | 가요발전소                                | 코요태       | [ 17 ]              |
| 5월 28일 ~ 5월 29일   | 엠넷              | 가요발전소                                | 코요태       | [ 18 ]              |
| 5월 28일              | SBS               | 미소가 있는 TV                            | 코요태       |                     |
| 5월 30일              | KMTV              | 생방송 뮤직큐                             | 코요태       | [ 19 ]              |
| 5월 31일 ~ 6월 14일   | KBS2              | 뮤직플러스                                | 코요태       |                     |
| 6월 3일               | 엠넷              | what's up yo                              | 코요태       |                     |
| 6월 3일 ~ 6월 10일    | KBS2              | 논쟁 버라이어티 당신의 결정               | 김종민, 신지 |                     |
| 6월 7일               | KBS1              | 사랑의 리퀘스트                           | 코요태       | 266회               |
| 6월 11일              | 엠넷              | 가요발전소                                | 코요태       | [ 20 ]              |
| 6월 11일              | KBS2              | 야! 한밤에                                | 김종민, 신지 | [ 21 ]              |
| 6월 16일              | 엠넷              | 퀴즈플러스                                | 코요태       |                     |
| 6월 21일 ~ 6월 28일   | SBS               | 청춘 버라이어티 가슴을 열어라             | 코요태       | [ 22 ]              |
| 6월 28일 ~ 7월 19일   | KBS2              | 뮤직쇼 하이! 5                            | 코요태       | 1회 ~ 4회           |
| 6월 29일              | SBS               | 콜럼버스 대발견                           | 김종민, 신지 | 49회                |
| 7월 2일               | 엠넷              | 비키의 막강생밤                           | 코요태       |                     |
| 7월 9일               | 엠넷              | 가요발전소                                | 코요태       | [ 24 ]              |
| 7월 17일              | 엠넷              | 가요발전소                                | 코요태       | [ 25 ]              |
| 7월 21일              | 엠넷              | 와이드 연예뉴스                           | 코요태       | [ 26 ]              |
| 7월 22일              | KMTV              | 생방송 뮤직큐                             | 코요태       | [ 27 ]              |
| 7월 25일              | 아리랑 TV         | Pops in Seoul                             | 코요태       |                     |
| 7월 26일              | KBS2              | 연예가 중계                               | 코요태       | 977회               |
| 7월 27일              | MBC               | 브레인 서바이버                           | 신지, 정명훈 | 39회                |
| 7월 31일              | 엠넷              | 가요발전소                                | 코요태       | [ 29 ]              |
| 8월 7일               | KMTV              | 스타셀프서비스                            | 코요태       | 코요태 편           |
| 8월 9일               | KBS2              | 뮤직쇼 하이! 5                            | 코요태       | 7회                 |
| 8월 10일              | KBS2              | 비타민                                    | 김종민, 신지 | 7회                 |
| 8월 21일              | KMTV              | 생방송 뮤직큐                             | 코요태       | [ 30 ]              |
| 8월 24일              | KBS2              | 비타민                                    | 김종민, 신지 | 9회                 |
| 8월 27일              | SBS               | 미소가 있는 TV                            | 코요태       |                     |
| 8월 31일              | SBS               | 콜럼버스 대발견                           | 김종민, 신지 | 58회                |
| 9월 4일               | 엠넷              | 가요발전소                                | 코요태       | [ 31 ]              |
| 9월 10일              | SBS               | 올스타 총출동                             | 코요태       | 추석 특집           |
| 9월 10일              | SBS               | 빅스타 명장면 NG열전                      | 김종민, 신지 | 추석 특집           |
| 9월 11일              | KBS2              | 쇼! 체인지                                | 코요태       | 추석 특집           |
| 9월 12일 ~ 9월 21일   | SBS               | 도전 1000곡                               | 코요태       | 153회               |
| 9월 13일              | KBS2              | 자유선언 토요대작전                       | 코요태       | 73회                |
| 9월 13일              | KBS1              | 사랑의 리퀘스트                           | 코요태       | 280회               |
| 9월 14일              | Skylife           | 스타토크                                  | 코요태       |                     |
| 9월 14일              | SBS               | 뷰티풀 선데이                             | 김종민, 신지 | 추석 특집           |
| 9월 21일              | KBS2              | 체험 삶의 현장                            | 코요태       |                     |
| 9월 24일              | 엠넷              | what's up yo                              | 코요태       |                     |
| 10월 4일              | KBS2              | 뮤직쇼 하이! 5                            | 코요태       | 14회                |
| 10월 5일              | MBC               | 브레인 서바이버                           | 코요태       | 49회                |
| 10월 16일             | MBC               | 줌인 게임천국                             | 코요태       | 66회                |
| 10월 19일             | MBC               | 신비한 TV 서프라이즈                      | 김종민, 신지 | 79회                |
| 10월 25일             | MBC               | 코미디하우스                              | 신지, 정명훈 | 143회               |
| 10월 27일             | 엠넷              | 와이드 연예뉴스                           | 코요태       | [ 34 ]              |
| 10월 27일             | KMTV              | 생방송 뮤직큐                             | 코요태       | [ 35 ]              |
| 11월 8일              | SBS               | 서바이벌 창과 방패                        | 김종민, 신지 | 1회                 |
| 11월 14일             | KMTV              | 생방송 뮤직큐                             | 코요태       | [ 36 ]              |
| 11월 15일             | KBS1              | 가족오락관                                | 코요태       | 970회               |
| 11월 21일             | SBS               | 진실게임                                  | 김종민, 신지 | 203회               |
| 11월 23일             | SBS               | TV 장학회                                 | 김종민, 신지 | 3회                 |
| 12월 6일              | SBS               | 솔로몬의 선택                             | 김종민, 신지 |                     |
| 12월 7일              | SBS               | TV 장학회                                 | 김종민, 신지 | 5회                 |
| 12월 15일             | SBS               | 야심만만 만명에게 물었습니다              | 김종민, 신지 | 42회                |
| 12월 20일             | KBS2              | 스펀지                                    | 김종민, 신지 | 7회                 |
| 12월 28일             | SBS               | 뷰티풀 선데이                             | 김종민, 신지 | 송년 특집           |
| 12월 29일             | KBS2              | 폭소클럽                                  | 김종민, 신지 |                     |
| 2004년                |                   |                                           |              |                     |
| 1월 4일               | KBS2              | 삼진트리오의 집으로                       | 코요태       |                     |
| 1월 23일              | SBS               | 진실게임                                  | 김종민, 신지 | 211회               |
| 3월 25일              | KMTV              | 생방송 뮤직큐                             | 코요태       | 빽가 합류           |
| 3월 26일              | 엠넷              | 와이드 연예뉴스                           | 코요태       | [ 37 ]              |
| 4월 3일               | KBS2              | 연예가 중계                               | 코요태       | 1012회              |
| 4월 5일               | KBS2              | 비타민                                    | 김종민, 신지 | 40회                |
| 4월 6일               | KBS2              | 대한민국 1교시                            | 김종민, 신지 | 21회                |
| 4월 7일               | 엠넷              | 와이드 연예뉴스                           | 코요태       | [ 39 ]              |
| 4월 10일              | MBC               | 코미디하우스                              | 코요태       | 167회               |
| 4월 10일              | KBS1              | 사랑의 리퀘스트                           | 코요태       |                     |
| 4월 11일              | SBS               | 결정 맛대맛                               | 코요태       | 46회                |
| 4월 12일              | 엠넷              | what's up yo                              | 코요태       |                     |
| 4월 12일              | MBC               | 전파견문록                                | 김종민, 신지 | 222회               |
| 4월 14일              | KMTV              | 생방송 뮤직큐                             | 코요태       | [ 41 ]              |
| 4월 17일              | MBC               | 행복주식회사 만원의 행복                  | 김종민, 신지 | 22회                |
| 4월 17일              | MBC               | 누구누구                                  | 김종민, 신지 | 24회                |
| 4월 17일              | KBS2              | 스펀지                                    | 김종민, 신지 | 24회                |
| 4월 19일 ~ 4월 23일   | 엠넷              | 스타VJ쇼                                  | 김종민, 신지 | 1편 ~ 5편           |
| 4월 20일              | MBC               | 장애인의 날 특집 함께 가는 세상           | 코요태       |                     |
| 4월 20일              | KMTV              | 생방송 뮤직큐                             | 코요태       | [ 42 ]              |
| 4월 22일 ~ 4월 29일   | SBS               | 생방송 한밤의 TV연예                      | 코요태       | [ 43 ] [ 44 ]       |
| 4월 23일              | KMTV              | 생방송 뮤직큐                             | 코요태       | [ 45 ]              |
| 4월 23일              | SBS               | 이경규의 굿타임                           | 김종민, 신지 | 6회                 |
| 4월 24일              | SBS               | 서바이벌 창과 방패                        | 김종민, 신지 | 20회                |
| 4월 24일              | ETN               | Live 행운대작전 스타나누미 함께해요       | 코요태       |                     |
| 4월 29일              | MBC               | 토크쇼 임성훈과 함께                      | 코요태       | 634회               |
| 4월 29일              | KMTV              | 스타셀프서비스                            | 코요태       | 코요태 편           |
| 4월 29일              | KBS2              | 해피투게더 시즌1                          | 김종민, 신지 | 129회               |
| 5월 1일 ~ 5월 8일     | MBC               | 코미디하우스                              | 김종민, 신지 | 170회 ~ 171회       |
| 5월 2일               | KBS1              | 퀴즈탐험 신비의 세계                      | 김종민, 신지 | 901회               |
| 5월 11일              | KMTV              | 스타 매거진                               | 코요태       |                     |
| 5월 15일 ~ 5월 22일   | MBC               | 놀러와                                    | 김종민, 신지 | 2회 ~ 3회           |
| 5월 17일 ~ 5월 22일   | 엠넷              | 스타VJ쇼                                  | 코요태       | 1편 ~ 6편           |
| 5월 17일 ~ 5월 18일   | MTV               | In Da House                               | 코요태       | 1편 ~ 2편           |
| 6월 6일               | SBS MTV           | 스쿨어택 시즌2                            | 코요태       | 10회                |
| 6월 12일              | MTV               | 이혁재의 파티왕                           | 코요태       |                     |
| 7월 5일               | 엠넷              | 와이드 연예뉴스                           | 코요태       | [ 49 ]              |
| 7월 24일              | KBS1              | 사랑의 리퀘스트                           | 코요태       |                     |
| 8월 11일              | 엠넷              | Super Vibe Party                          | 코요태       |                     |
| 11월 15일             | KMTV              | 생방송 뮤직큐                             | 코요태       | [ 50 ]              |
| 11월 16일             | 엠넷              | 와이드 연예뉴스                           | 코요태       | [ 51 ]              |
| 11월 22일             | KMTV              | 생방송 뮤직큐                             | 코요태       | [ 52 ]              |
| 11월 23일             | 엠넷              | 와이드 연예뉴스                           | 코요태       | [ 53 ]              |
| 12월 1일              | SBS               | 생방송 TV연예                             | 코요태       | 8회                 |
| 12월 5일              | KBS2              | 스타 골든벨                               | 코요태       | 5회                 |
| 12월 6일              | KMTV              | 생방송 뮤직큐                             | 코요태       |                     |
| 12월 10일             | KMTV              | 생방송 뮤직큐                             | 코요태       | [ 55 ]              |
| 12월 17일             | 엠넷              | 쇼큐멘터리 더 쇼                          | 코요태       | 22회                |
| 12월 25일             | KBS2              | 스펀지                                    | 코요태       | 60회                |
| 12월 25일             | MBC               | 놀러와                                    | 코요태       | 29회                |
| 12월 25일             | MTV               | 이혁재의 파티왕                           | 코요태       |                     |
| 12월 30일             | SBS               | 빅스타 명장면 NG열전                      | 코요태       | 송년 특집           |
| 2005년                |                   |                                           |              |                     |
| 1월 1일               | KBS1              | 가족오락관                                | 코요태       | 1025회              |
| 1월 2일               | KBS2              | 스타 골든벨                               | 코요태       | 9회                 |
| 1월 3일               | MBC               | 전파견문록                                | 코요태       | 259회               |
| 1월 6일               | KBS2              | 해피투게더 시즌1                          | 코요태       | 164회               |
| 1월 8일               | KBS1              | 사랑의 리퀘스트                           | 코요태       |                     |
| 1월 14일              | 엠넷              | 쇼큐멘터리 더 쇼                          | 코요태       |                     |
| 1월 15일              | KBS1              | 우리말 겨루기                             | 코요태       | 51회                |
| 1월 17일 ~ 1월 24일   | SBS               | 야심만만                                  | 김종민, 신지 | 95회, 96회          |
| 1월 17일              | 엠넷              | School of 樂                              | 코요태       | 23회                |
| 1월 20일              | 엠넷              | 와이드 연예뉴스                           | 코요태       | [ 58 ]              |
| 1월 21일              | SBS               | 진실게임                                  | 김종민, 신지 | 256회               |
| 1월 22일              | KBS2              | 대한민국 1교시                            | 신지, 빽가   | 58회                |
| 1월 25일              | 엠넷              | 와이드 연예뉴스                           | 코요태       | [ 59 ]              |
| 1월 26일 ~ 2월 2일    | SBS               | 생방송 TV연예                             | 코요태       | 16회 ~ 17회         |
| 2월 5일 ~ 2월 12일    | MBC               | 놀러와                                    | 코요태       | 35회 ~ 36회         |
| 2월 6일               | KBS2              | 스타 골든벨                               | 코요태       | 14회                |
| 2월 9일               | MBC               | 섹션TV 연예통신                           | 코요태       | 설특집              |
| 2월 14일              | KBS2              | 해피투게더 프렌즈                         | 김종민, 신지 | 파일럿              |
| 2월 18일 ~ 2월 25일   | SBS               | 아이엠                                    | 김종민, 신지 | 17회 ~ 18회         |
| 2월 22일              | KBS2              | 상상플러스                                | 김종민, 신지 | 16회                |
| 3월 6일               | MBC               | 행복한 점심 주먹콘                        | 코요태       | 809회               |
| 3월 16일 ~ 3월 23일   | SBS MTV           | 스쿨어택                                  | 코요태       | 특집                |
| 3월 20일              | KBS2              | 도전! 빙고왕                              | 신지, 빽가   | 7회                 |
| 7월 10일 ~ 7월 17일   | KBS2              | 스타 골든벨                               | 신지, 빽가   | 36회 ~ 37회         |
| 7월 30일              | KBS2              | 연예가중계                                | 코요태       | 1081회              |
| 8월 27일              | KBS2              | 연예가중계                                | 코요태       | 1085회              |
| 8월 29일              | KMTV              | 스타연예뉴스                              | 코요태       | [ 66 ]              |
| 8월 29일              | 엠넷              | 와이드 연예뉴스                           | 코요태       | [ 67 ]              |
| 8월 31일              | ETN               | 연예스테이션                              | 코요태       | [ 68 ]              |
| 9월 8일               | KMTV              | 스타연예뉴스                              | 코요태       | [ 69 ]              |
| 9월 10일              | KBS2              | 스펀지                                    | 코요태       | 97회                |
| 9월 10일              | KBS1              | 사랑의 리퀘스트                           | 코요태       |                     |
| 9월 12일              | MBC               | 전파견문록                                | 코요태       | 294회               |
| 9월 16일              | 엠넷              | 와이드 연예뉴스                           | 코요태       | [ 70 ]              |
| 9월 16일              | 엠넷              | 쇼큐멘터리 더 쇼                          | 코요태       |                     |
| 9월 17일              | MBC               | 한가위 올스타 큰잔치                      | 김종민, 빽가 | 추석 특집           |
| 9월 17일              | MBC               | 스타 댄스 배틀                            | 코요태       | 추석 특집           |
| 9월 23일              | MBC               | 공감토크쇼 놀러와                         | 코요태       | 67회                |
| 9월 25일              | KBS2              | 비타민                                    | 김종민, 신지 | 112회               |
| 9월 26일              | 엠넷              | School of 樂                              | 코요태       | 58회                |
| 10월 4일              | 엠넷              | Hello 쳇                                  | 코요태       |                     |
| 10월 6일              | SBS               | 유쾌한 두뇌검색                           | 신지, 빽가   | 30회                |
| 10월 8일              | MBC               | 결식아동을 위한 시월愛 나눔콘서트         | 코요태       |                     |
| 10월 9일              | KBS2              | 체험 삶의 현장                            | 코요태       | 598회               |
| 10월 9일              | KBS2              | 자유선언 주먹이 운다                      | 코요태       | [ 72 ]              |
| 10월 11일             | KBS2              | 상상플러스                                | 코요태       | 49회                |
| 11월 1일              | SBS               | 진실게임                                  | 김종민, 신지 | 293회               |
| 11월 7일              | KBS2              | 폭소클럽                                  | 김종민, 신지 | 150회               |
| 11월 14일             | 엠넷              | 쇼큐멘터리 더 쇼                          | 코요태       |                     |
| 11월 20일             | KBS2              | 자유선언 주먹이 운다                      | 코요태       | [ 73 ]              |
| 11월 26일 ~ 12월 3일  | KBS2              | 스타 골든벨                               | 김종민, 빽가 | 56회 ~ 57회         |
| 12월 3일              | MBC               | 강력추천 토요일                           | 코요태       | 6회                 |
| 12월 3일              | KBS2              | 스펀지                                    | 코요태       | 109회               |
| 12월 4일              | KBS2              | 좋은 사람 소개시켜줘                      | 코요태       |                     |
| 12월 5일              | KMTV              | 특종 KM뉴스                               | 코요태       | [ 74 ]              |
| 12월 6일              | 엠넷              | 격돌뮤비 서바이벌                         | 코요태       |                     |
| 12월 9일              | 엠넷              | 격돌뮤비 서바이벌                         | 코요태       |                     |
| 12월 23일             | 엠넷              | 쇼큐멘터리 더 쇼                          | 김종민, 빽가 |                     |
| 12월 25일             | KBS2              | 좋은 사람 소개시켜줘                      | 김종민, 신지 |                     |
| 12월 25일             | KBS2              | 비타민                                    | 김종민, 신지 | 125회               |
| 12월 30일             | SBS               | 빅스타 명장면 NG열전                      | 코요태       | 송년 특집           |
| 2006년                |                   |                                           |              |                     |
| 1월 3일               | SBS               | 진실게임                                  | 김종민, 빽가 | 302회               |
| 1월 7일               | ETN               | 원투의 피크타임                           | 코요태       |                     |
| 1월 13일              | SBS               | 있다! 없다?                               | 김종민, 신지 | 9회                 |
| 1월 29일              | MBC               | 일요스타워즈 전화받으세요                 | 신지, 빽가   | 8회                 |
| 3월 1일               | MBC               | MBC 독일월드컵 D-100 특집 꿈은 이루어진다 | 신지, 빽가   |                     |
| 3월 5일               | MBC               | 전원정답 참 잘했어요                      | 신지, 빽가   |                     |
| 4월 2일               | KBS2              | 비타민                                    | 김종민, 빽가 | 139회               |
| 4월 18일              | SBS               | 진실게임                                  | 코요태       | 317회               |
| 4월 26일              | 엠넷              | 와이드 연예뉴스                           | 코요태       | [ 75 ]              |
| 4월 27일              | KMTV              | 특종 KM뉴스                               | 코요태       | [ 76 ]              |
| 4월 29일              | KBS2              | 스펀지                                    | 신지, 빽가   | 130회               |
| 5월 3일               | 엠넷              | 와이드 연예뉴스                           | 코요태       | [ 77 ]              |
| 5월 22일              | 엠넷              | 와이드 연예뉴스                           | 코요태       | [ 78 ]              |
| 6월 17일              | KBS2              | 스타 골든벨                               | 신지, 빽가   | 85회                |
| 8월 15일              | 엠넷              | 와이드 연예뉴스                           | 코요태       | [ 79 ]              |
| 9월 7일               | ETN               | 연예스테이션                              | 코요태       | [ 80 ]              |
| 9월 8일               | 엠넷              | 와이드 연예뉴스                           | 코요태       | [ 81 ]              |
| 9월 10일              | SBS               | 번지 노래왕                               | 신지, 빽가   |                     |
| 9월 11일              | 엠넷              | 와이드 연예뉴스                           | 코요태       | [ 82 ]              |
| 9월 15일              | SBS               | 있다! 없다?                               | 코요태       | 41회                |
| 9월 16일              | KBS2              | 스펀지                                    | 김종민, 신지 | 150회               |
| 9월 16일              | KBS2              | 연예가중계                                | 코요태       | 1138회              |
| 9월 18일              | SBS               | 좋은 아침                                 | 김종민, 신지 | 2461회              |
| 9월 19일              | 엠넷              | 와이드 연예뉴스                           | 코요태       | [ 85 ]              |
| 9월 20일              | MBC               | 섹션TV 연예통신                           | 코요태       | 349회               |
| 9월 30일 ~ 10월 7일   | KBS2              | 스타 골든벨                               | 김종민, 신지 | 100회 ~ 101회       |
| 9월 30일              | SBS               | 내 사랑 몽키                              | 신지, 빽가   | 150회               |
| 10월 5일              | MBC               | 영스타 총출동 트로트 제왕전               | 코요태       | 추석 특집           |
| 10월 7일              | SBS               | 천하제일 신동열전                         | 김종민, 신지 | 추석 특집           |
| 10월 13일             | MBC               | 실화극장 황금어장                         | 김종민, 신지 | 14회                |
| 10월 15일             | KBS2              | 여걸식스                                  | 코요태       |                     |
| 10월 22일             | MBC               | 스핑크스의 함정                           | 코요태       |                     |
| 10월 24일             | SBS MTV           | 써니 사이드                               | 코요태       |                     |
| 11월 4일              | KBS2              | 노벨의 식탁                               | 신지, 빽가   |                     |
| 11월 5일              | MBC               | 해피타임                                  | 신지, 빽가   |                     |
| 11월 9일              | tvN               | 걸프렌즈의 단무지                         | 김종민, 신지 | 5회                 |
| 11월 12일             | KBS2              | 긴급소집 1% 위원회                        | 김종민, 신지 |                     |
| 12월 21일             | MBC               | 에너지                                    | 김종민, 신지 | 7회                 |
| 12월 23일             | KBS2              | 스펀지                                    | 김종민, 빽가 | 164회               |
| 12월 30일             | KBS2              | 스타 골든벨                               | 김종민, 빽가 | 113회               |
| 2007년                |                   |                                           |              |                     |
| 6월 14일              | MBC               | 지피지기                                  | 김종민, 신지 | 3회                 |
| 7월 28일              | KBS2              | 스타 골든벨                               | 신지, 빽가   | 143회               |
| 8월 5일               | KBS2              | 비타민                                    | 김종민, 신지 | 204회               |
| 8월 19일              | MBC               | 환상의 짝꿍                               | 김종민, 신지 | 13회                |
| 10월 7일              | KBS2              | 두뇌왕 아인슈타인                         | 김종민, 신지 | 파일럿              |
| 10월 12일             | SBS               | 있다! 없다?                               | 코요태       | 94회                |
| 10월 13일             | KBS2              | 스타 골든벨                               | 코요태       | 154회               |
| 10월 14일             | KBS2              | 빅마마                                    | 코요태       |                     |
| 10월 16일             | SBS               | 진실게임                                  | 코요태       | 390회               |
| 10월 20일             | KBS2              | 스펀지                                    | 신지, 빽가   | 206회               |
| 10월 21일 ~ 10월 28일 | KBS2              | 빅마마                                    | 신지, 빽가   |                     |
| 10월 23일 ~ 10월 30일 | KBS2              | 1 대 100                                  | 코요태       | 26회 ~ 27회         |
| 10월 25일             | SBS               | 발굴 TV 대사전                            | 신지, 빽가   | 2회                 |
| 11월 4일              | SBS               | 퀴즈! 육감대결                            | 김종민, 신지 | 27회                |
| 11월 4일              | MBC               | 동안클럽                                  | 신지, 빽가   |                     |
| 11월 7일              | SBS               | 결정 맛대맛                               | 신지, 빽가   | 227회               |
| 11월 12일             | SBS               | 솔로몬의 선택                             | 코요태       | 267회               |
| 11월 17일             | SBS               | 놀라운 대회 스타킹                        | 코요태       | 42회                |
| 11월 18일             | KBS2              | 비타민                                    | 코요태       | 219회               |
| 12월 15일 ~ 12월 22일 | KBS2              | 스펀지                                    | 신지, 빽가   | 214회 ~ 215회       |
| 12월 30일             | SBS               | 퀴즈! 육감대결                            | 신지, 빽가   | 35회                |
| 2008년                |                   |                                           |              |                     |
| 3월 15일              | KBS2              | 스펀지                                    | 신지, 빽가   | 226회               |
| 2009년                |                   |                                           |              |                     |
| 5월 18일              | 엠넷              | 와이드 연예뉴스                           | 신지, 빽가   | [ 89 ]              |
| 5월 30일              | KBS2              | 스타 골든벨                               | 신지, 빽가   | 238회               |
| 6월 14일              | SBS               | 퀴즈! 육감대결                            | 신지, 빽가   | 103회               |
| 6월 7일               | SBS               | 도전 1000곡                               | 신지, 빽가   | 58회                |
| 6월 27일              | MBC               | 오늘밤만 재워줘                           | 신지, 빽가   | 31회                |
| 7월 5일               | KBS2              | 개그콘서트                                | 신지, 빽가   | 503회               |
| 7월 21일              | MBC every1        | 지금은 꽃미남 시대                        | 신지, 빽가   | 11회                |
| 9월 3일               | KBS2              | 대결 노래가 좋다                          | 신지, 빽가   | 72회                |
| 9월 5일               | SBS               | 쇼! 노래하는 대한민국                     | 신지, 빽가   | 1회                 |
| 10월 1일              | KBS2              | 스타의 꿈 - 몽.타.주                      | 신지, 빽가   | 특집                |
| 2010년                |                   |                                           |              |                     |
| 1월 19일 ~ 1월 26일   | SBS               | 강심장                                    | 김종민, 신지 | 15회 ~ 16회         |
| 2월 15일              | KBS2              | 빅스타 패밀리 대격돌                      | 김종민, 신지 | 설특집              |
| 2월 27일              | MBC               | 세바퀴                                    | 김종민, 신지 | 47회                |
| 7월 3일               | MBC               | 세바퀴                                    | 김종민, 신지 | 59회                |
| 7월 4일               | KBS2              | 개그콘서트                                | 김종민, 신지 | 549회               |
| 8월 19일              | 엠넷              | 비틀즈 코드 시즌2                         | 김종민, 신지 | 2회                 |
| 9월 22일              | MBC               | 아이돌스타 트로트 청백전                  | 김종민, 신지 | 추석 특집           |
| 2011년                |                   |                                           |              |                     |
| 2월 28일              | KBS2              | 대국민 토크쇼 안녕하세요                  | 김종민, 신지 | 내 인생의 보물 특집 |
| 4월 25일              | SBS               | 밤이면 밤마다                             | 김종민, 신지 | 24회                |
| 8월 20일              | KBS2              | 연예가중계                                | 코요태       | 1389회              |
| 8월 22일              | KBS2              | 대국민 토크쇼 안녕하세요                  | 코요태       | 38회                |
| 8월 29일              | YTN               | 뉴스N이슈                                 | 코요태       | [ 93 ]              |
| 9월 3일               | MBC               | 세바퀴                                    | 코요태       | 119회               |
| 9월 4일               | KBS2              | 개그콘서트                                | 코요태       | 609회               |
| 9월 5일               | KBS2              | 여유만만                                  | 코요태       | 2038회              |
| 9월 13일              | KBS2              | 아이돌 대격돌 마법의 제왕                 | 코요태       | 추석 특집           |
| 9월 25일              | 엠넷              | MIC                                       | 코요태       | 5회                 |
| 10월 9일              | SBS               | 도전 1000곡                               | 코요태       | 166회               |
| 10월 20일             | QTV               | 순위 정하는 여자                          | 김종민, 빽가 | 89회                |
| 10월 30일 ~ 11월 16일 | SBS               | 도전 1000곡                               | 코요태       | 169회 ~ 170회       |
| 11월 17일             | tvN               | 부자의 탄생 시즌2                         | 코요태       | 2회                 |
| 2012년                |                   |                                           |              |                     |
| 1월 7일               | MBC               | 세바퀴                                    | 김종민, 신지 | 136회               |
| 1월 8일               | KBS2              | 개그콘서트                                | 코요태       | 627회               |
| 1월 12일              | JTBC              | 퀴즈쇼 아이돌 시사회                      | 코요태       | 5회                 |
| 1월 15일              | SBS               | 도전 1000곡                               | 코요태       | 180회               |
| 1월 23일              | KBS2              | 세자빈 왕실의 부활                        | 코요태       | 설특집              |
| 1월 24일              | MBC               | 제4회 아이돌 스타 육상·수영선수권대회     | 코요태       | 설특집              |
| 1월 24일              | KBS2              | 1대 100 스타퀴즈왕                        | 코요태       | 설특집              |
| 8월 13일              | MBC               | 놀러와                                    | 코요태       | 399회               |
| 8월 26일              | KBS2              | 1박 2일 시즌2                             | 신지, 빽가   | 256회               |
| 2013년                |                   |                                           |              |                     |
| 7월 25일              | 엠넷              | 와이드 연예뉴스                           | 코요태       | [ 97 ]              |
| 7월 29일              | KBS2              | 위기탈출 넘버원                           | 김종민, 신지 | 394회               |
| 8월 3일               | KBS2              | 연예가 중계                               | 코요태       | 1487회              |
| 8월 5일 ~ 8월 12일    | 엠넷              | 비틀즈 코드 시즌2                         | 코요태       | 73회 ~ 74회         |
| 8월 8일               | KBS2              | 해피투게더 시즌3                          | 김종민, 빽가 | 311회               |
| 8월 11일              | SBS               | 도전 1000곡                               | 신지, 빽가   | 260회               |
| 8월 17일              | tvN               | SNL 코리아 (시즌 4)                       | 코요태       | 24회, 코요태 편     |
| 8월 19일              | KBS2              | 대국민 토크쇼 안녕하세요                  | 코요태       | 137회               |
| 8월 30일              | KBS2              | 유희열의 스케치북                         | 코요태       | 201회               |
| 9월 1일 ~ 9월 8일     | SBS               | 도전 1000곡                               | 신지, 빽가   | 263회 ~ 264회       |
| 9월 2일               | 아리랑 TV         | Pops in Seoul                             | 코요태       |                     |
| 12월 17일             | 엠넷              | 와이드 연예뉴스                           | 코요태       | [ 99 ]              |
| 2014년                |                   |                                           |              |                     |
| 1월 3일               | KBS2              | 가족의 품격 풀하우스                      | 김종민, 신지 | 45회                |
| 1월 8일               | KBS2              | 비타민                                    | 김종민, 신지 | 519회               |
| 1월 25일              | K-STAR            | 식신로드                                  | 코요태       | 166회               |
| 1월 29일              | 아리랑 TV         | Pops in Seoul                             | 코요태       |                     |
| 2월 17일              | KBS2              | 위기탈출 넘버원                           | 김종민, 신지 | 421회               |
| 2015년                |                   |                                           |              |                     |
| 9월 4일               | MBC               | 세바퀴                                    | 코요태       | 311회               |
| 9월 26일 ~ 9월 27일   | JTBC              | 도플 싱어 가요제                          | 코요태       | 1회 ~ 2회           |
| 11월 21일             | KBS2              | 연예가 중계                               | 코요태       | 1600회              |
| 12월 5일              | JTBC              | 히든 싱어 시즌4                           | 코요태       | 10회, 신지 편       |
| 2016년                |                   |                                           |              |                     |
| 1월 3일               | MBN               | 전국제패                                  | 코요태       | 4회                 |
| 10월 2일 ~ 10월 9일   | SBS               | 판타스틱 듀오                             | 코요태       | 25회 ~ 26회         |
| 10월 6일              | KBS2              | 해피투게더 시즌3                          | 김종민, 신지 | 468회               |
| 10월 22일             | MBC every1        | 비디오스타                                | 코요태       | 20회                |
| 11월 9일 ~ 11월 16일  | KBS2              | 트릭 & 트루                               | 김종민, 신지 | 3회 ~ 4회           |
| 12월 11일             | KBS2              | 1박 2일 시즌3                             | 신지, 빽가   | 474회               |
| 12월 15일             | 채널A             | 싱데렐라                                  | 김종민, 빽가 | 6회                 |
| 2017년                |                   |                                           |              |                     |
| 1월 7일               | MBC               | 무한도전                                  | 김종민, 신지 | 514회               |
| 3월 16일              | 엠넷              | 너의 목소리가 보여 시즌4                  | 코요태       | 3회                 |
| 8월 27일              | tvN               | 코미디빅리그                              | 김종민, 신지 | 230회               |
| 11월 5일 ~ 11월 12일  | MBC               | 미운 우리 새끼                            | 김종민, 빽가 | 61회 ~ 62회         |
| 2018년                |                   |                                           |              |                     |
| 7월 7일               | MBC               | 뜻밖의 Q                                  | 김종민, 신지 | 10회                |
| 8월 9일 ~ 8월 16일    | KBS2              | 해피투게더 시즌3                          | 코요태       | 549회 ~ 550회       |
| 9월 1일               | tvN               | 놀라운 토요일 - 도레미 마켓               | 김종민, 신지 | 22회                |
| 12월 13일             | 히스토리, 유튜브  | 뇌피셜                                    | 신지, 빽가   | 15회                |
| 2019년                |                   |                                           |              |                     |
| 2월 8일               | 엠넷              | 너의 목소리가 보여 시즌6                  | 코요태       | 4회                 |
| 2월 8일               | KBS2              | 연예가중계                                | 코요태       | 1794회              |
| 2월 17일              | KBS2              | 1박 2일 시즌3                             | 신지, 빽가   | 575회               |
| 2월 23일              | JTBC              | 아는 형님                                 | 코요태       | 168회               |
| 2월 24일              | SBS               | 미운 우리 새끼                            | 코요태       | 127회               |
| 3월 1일               | KBS2              | 유희열의 스케치북                         | 코요태       | 432회               |
| 3월 9일 ~ 3월 30일    | tvN               | 짠내투어                                  | 김종민, 신지 | 66회 ~ 69회         |
| 3월 10일              | KBS2              | 1박 2일 시즌3                             | 신지, 빽가   | 578회               |
| 3월 11일              | KBS2              | 대국민 토크쇼 안녕하세요                  | 코요태       | 404회               |
| 4월 12일 ~ 4월 19일   | KBS2              | 뮤직셔플쇼 더 히트                        | 코요태       | 11회 ~ 12회         |
| 5월 14일              | MBC every1        | 비디오스타                                | 코요태       | 144회               |
| 5월 19일              | SBS               | 미운 우리 새끼                            | 김종민, 빽가 | 139회               |
| 6월 5일               | 채널A             | 아빠본색                                  | 코요태       | 151회               |
| 7월 10일              | 올레 tv 모바일    | 아이돌 런치박스                           | 코요태       | 6회                 |
| 7월 12일              | 라이프타임        | 아이돌 런치박스                           | 코요태       | 6회                 |
| 7월 11일              | KBS2              | 해피투게더 시즌4                          | 김종민, 신지 | 40회                |
| 7월 17일              | JTBC              | 한끼줍쇼                                  | 김종민, 신지 | 135회               |
| 8월 21일              | tvN               | 뭐든지 프렌즈                             | 김종민, 신지 | 6회                 |
| 8월 25일 ~ 9월 8일    | tvN               | 플레이어                                  | 김종민, 신지 | 7회 ~ 9회           |
| 9월 3일               | MBC               | 휴먼다큐 사람이 좋다                      | 코요태       | 330회               |
| 10월 5일              | KBS2              | 불후의 명곡 - 전설을 노래하다             | 코요태       | 423회, 코요태 편    |
| 10월 8일              | SBS               | 본격연예 한밤                             | 코요태       | 130회               |
| 10월 15일             | JTBC              | 어서 말을 해                              | 김종민, 신지 | 9회                 |
| 10월 25일             | TBS               | 공연에 뜨겁게 미치다                      | 코요태       | 186회               |
| 11월 7일              | 유튜브            | 내 쌤은 동년배                            | 코요태       | 3회                 |
| 11월 10일             | 라이프타임        | 내 쌤은 동년배                            | 코요태       | 3회                 |
| 2020년                |                   |                                           |              |                     |
| 3월 22일              | JTBC              | 스타와 직거래- 유랑마켓                   | 김종민, 빽가 | 6회                 |
| 7월 8일               | MBC every1, MBC M | 주간 아이돌                               | 코요태       | 467회               |
| 7월 14일              | KBS1              | 노래가 좋아                               | 코요태       | 170회               |
| 7월 15일              | TV조선            | 뽕숭아학당                                | 코요태       | 10회                |
| 7월 19일              | JTBC              | 스타와 직거래- 유랑마켓                   | 김종민, 신지 | 23회                |
| 7월 20일              | MBN               | 전국민 드루와                             | 코요태       | 8회                 |
| 7월 26일 ~ 8월 2일    | MBC               | 미스터리 음악쇼 복면가왕                  | 신지, 빽가   | 265회 ~ 266회       |
| 8월 12일              | MBC every1        | 대한외국인                                | 코요태       | 96회                |
| 9월 14일              | KBS1              | 안녕 우리말                               | 코요태       | 2회                 |
| 10월 27일             | MBC every1        | 비디오스타                                | 코요태       | 220회               |
| 2021년                |                   |                                           |              |                     |
| 1월 17일              | SBS               | 전설의 무대 아카이브K                     | 코요태       | 3회                 |
| 3월 21일              | SBS               | 미운 우리 새끼                            | 김종민, 신지 | 234회               |
| 6월 23일              | TV조선            | 뽕숭아학당                                | 신지, 빽가   | 56회                |
| 7월 7일               | TV조선            | 뽕숭아학당                                | 코요태       | 58회                |
| 12월 7일              | TV조선            | 화요일은 밤이 좋아                        | 코요태       | 6회                 |
| 12월 17일             | TV조선            | 내일은 국민가수                           | 코요태       | 11회                |
| 2022년                |                   |                                           |              |                     |
| 1월 9일               | tvN               | 코미디빅리그                              | 코요태       | 438회               |
| 1월 17일 ~ 1월 24일   | MBC               | 안싸우면 다행이야                         | 코요태       | 64회 ~ 65회         |
| 4월 8일 ~ 4월 22일    | TVING             | 서울체크인                                | 김종민, 신지 | 2회 ~ 3회           |
| 6월 27일 ~ 7월 4일    | MBC               | 안싸우면 다행이야                         | 코요태       | 84회 ~ 85회         |
| 7월 3일               | SBS               | 미운 우리 새끼                            | 김종민, 신지 | 299회               |
| 8월 9일               | SBS               | 모닝와이드 3부                            | 코요태       | 7909회              |
| 8월 21일              | SBS               | 미운 우리 새끼                            | 코요태       | 306회               |
| 8월 23일              | KBS1              | 아침마당                                  | 코요태       | 9209회              |
| 8월 30일              | SBS               | 신발 벗고 돌싱포맨                        | 코요태       | 56회                |
| 9월 2일               | KBS2              | 슈퍼맨이 돌아왔다                         | 코요태       | 445회               |
| 9월 21일              | KBS2              | 옥탑방의 문제아들                         | 코요태       | 195회               |
| 9월 30일              | JTBC              | 히든싱어7                                 | 김종민, 신지 | 7회                 |
| 10월 7일              | KBS1              | KBS 뉴스라인                              | 코요태       |                     |
| 10월 18일             | 네이버 NOW        | 응수C네                                   | 코요태       | 526회               |
| 11월 19일             | JTBC              | 아는 형님                                 | 코요태       | 358회               |
| 12월 11일             | SBS               | 미운 우리 새끼                            | 코요태       | 321회               |
| 2023년                |                   |                                           |              |                     |
| 1월 20일              | 유튜브            | 짭바보                                    | 신지, 빽가   | 0회                 |
| 4월 24일 ~ 5월 1일    | MBC               | 안싸우면 다행이야                         | 코요태       | 120회 ~ 121회       |
| 7월 4일 ~ 7월 18일    | JTBC              | 패키지 말고 배낭여행 - 뭉뜬 리턴즈        | 코요태       | 17회 ~ 19회         |
| 7월 13일              | 유튜브            | 짐종국                                    | 코요태       |                     |
| 7월 16일 ~ 7월 30일   | KBS2              | 사장님 귀는 당나귀 귀                     | 코요태       | 216회 ~ 218회       |
| 7월 18일              | SBS               | 강심장 리그                               | 김종민, 신지 | 8회                 |
| 7월 20일              | MBC               | 구해줘! 홈즈                              | 코요태       | 212회               |
| 8월 12일              | tvN               | 놀라운 토요일 - 도레미 마켓               | 코요태       | 276회               |
| 8월 13일              | SBS               | 미운 우리 새끼                            | 코요태       | 356회               |
| 9월 6일               | MBC               | 황금어장 라디오스타                       | 김종민, 빽가 | 833회               |
| 9월 27일              | 채널A             | 요즘 남자 라이프 - 신랑수업               | 김종민, 빽가 | 83회                |
| 10월 11일             | 유튜브            | 르크크 이경규                             | 김종민, 신지 | 12회                |
| 10월 22일             | KBS1              | TV쇼 진품명품                             | 코요태       | 1395회              |
| 10월 24일             | 딩고 뮤직         | 킬링보이스                                | 코요태       | Part.2              |
| 11월 19일             | MBN               | 신곡떴다                                  | 코요태       | 2회                 |
| 12월 4일              | MBC               | 안싸우면 다행이야                         | 코요태       | 148회               |
| 2024년                |                   |                                           |              |                     |
| 1월 1일 ~ 1월 2일     | U+모바일TV        | 서치:미                                   | 김종민, 신지 | 8회                 |
| 1월 4일               | KBS2              | 서치:미                                   | 김종민, 신지 | 8회                 |
| 1월 13일 ~ 1월 20일   | KBS2              | 불후의 명곡                               | 코요태       | 640회 ~ 641회       |
| 9월 2일 ~ 9월 9일     | MBC               | 푹 쉬면 다행이야                          | 코요태       | 17회 ~ 18회         |
| 9월 27일              | 유튜브            | 김종민의 면데이뚜 데면데면                | 코요태       | 11회                |
| 10월 5일              | KBS2              | 불후의 명곡                               | 코요태       | 675회               |
| 10월 18일             | 유튜브            | 세리 TV                                   | 코요태       | 31회                |
| 11월 13일             | 유튜브            | 꼰대희 달고나 작명소                      | 김종민, 빽가 | 4회                 |
| 11월 15일             | KBS2              | 더 시즌즈 - 이영지의 레인보우             | 코요태       | 78회                |
| 11월 27일             | 채널A             | 요즘 남자 라이프 - 신랑수업               | 코요태       | 141회               |
| 2025년                |                   |                                           |              |                     |
| 5월 7일               | 채널A             | 요즘 남자 라이프 - 신랑수업               | 코요태       | 162회               |
| 6월 16일 ~ 6월 23일   | MBC               | 푹 쉬면 다행이야                          | 코요태       | 52회 ~ 53회         |
| 7월 16일              | tvN               | 유 퀴즈 온 더 블럭                        | 코요태       | 302회               |
| 7월 26일              | MBC               | 전지적 참견 시점                          | 코요태       | 357회               |
| 8월 8일               | 유튜브            | 깡시안                                    | 코요태       |                     |
| 8월 9일               | 유튜브            | 꼰대희                                    | 코요태       |                     |
| 8월 12일              | JTBC              | 한문철의 블랙박스 리뷰                    | 코요태       | 138회               |
| 8월 17일              | KBS2              | 사장님 귀는 당나귀 귀                     | 코요태       | 319회               |

## 영화
| 연도   | 제목          | 배역 | 출연 멤버 | 비고      |
| ------ | ------------- | ---- | --------- | --------- |
| 2002년 | 긴급조치 19호 | 본인 | 코요태    | 특별 출연 |

## 광고 및 홍보대사

### 광고
| 연도   | 기업명   | 브랜드명                           | 출연 멤버    | 비고      |
| ------ | -------- | ---------------------------------- | ------------ | --------- |
| 2001년 | 네슈라   | 네슈라 화장품 염색약               | 코요태       | 지면 광고 |
| 2004년 | 온세통신 | 온세통신 1677 콜렉트콜             | 코요태       | TV 광고   |
| 2006년 | 농심     | 농심그룹 감자탕면                  | 김종민, 신지 | TV 광고   |
| 2013년 | 치어스   | 이탈리안 파스타 치킨 카페 빠담빠담 | 김종민, 신지 | 지면 광고 |

### 홍보대사
| 연도     | 홍보대사                      | 출연 멤버 |
| -------- | ----------------------------- | --------- |
| 2005년   | 평화 의료재단 홍보대사        | 코요태    |
| 2018년 ~ | 한국자원봉사센터협회 홍보대사 | 코요태    |

## 단독 콘서트
| 날짜                  | 콘서트명                                         | 장소                         | 비고                          |
| 2019년                | 2019년                                           | 2019년                       | 2019년                        |
| --------------------- | ------------------------------------------------ | ---------------------------- | ----------------------------- |
| 11월 9일 ~ 11월 10일  | 코요태 20주년 단독 콘서트 〈코요태 20th 이즈백〉 | 세종대학교 대양홀            | 데뷔 20년 만에 첫 단독 콘서트 |
| 12월 25일             | 코요태 20주년 단독 콘서트 〈코요태 20th 이즈백〉 | 수원컨벤션센터 전시홀        |                               |
| 2022년                |                                                  |                              |                               |
| 12월 3일              | 2022 코요태 콘서트 투어 〈LET's KOYOTE!〉        | 성남아트센터 오페라하우스    | 전국 투어 콘서트              |
| 12월 18일             | 2022 코요태 콘서트 투어 〈LET's KOYOTE!〉        | 영남대 천마아트센터 그랜드홀 |                               |
| 2023년                |                                                  |                              |                               |
| 1월 7일 ~ 1월 8일     | 2022 코요태 콘서트 투어 〈LET's KOYOTE!〉        | 세종대학교.세종대학교 대양홀 |                               |
| 11월 17일 ~ 11월 18일 | 2023 코요태스티벌 : 순정만남                     | KBS 아레나홀                 | 전국 투어 콘서트              |
| 12월 2일              | 2023 코요태스티벌 : 순정만남                     | 영남대 천마아트센터 그랜드홀 |                               |
| 2024년                |                                                  |                              |                               |
| 1월 27일              | 2023 코요태스티벌 : 순정만남                     | 부산 KBS홀                   |                               |